# Benedito Novo
Benedito Novo é um município situado na Microrregião de Blumenau, parte da Mesorregião do Vale do Itajaí, no estado de Santa Catarina, na Região Sul do Brasil. Foi fundado na década de 1880 por Joseph Peyerl, Johan Maus e Anton Werling, na época ainda como colônia de Blumenau.

## História

### Origens e povoamento
Fazendo parte do vale do rio Itajaí, a história do município, não se assemelha, de verdade, à maior parte dos municípios daquele vale conhecido por suas fábulas.
Os desbravadores de Benedito Novo imigraram da Alemanha, merecendo destaque entre os pioneiros que ali foram fixados: Joseph Peyerl, Johann Maus e Anton Werling, colonizadores que chegaram na região do atual município durante a sua subida pelo rio Itajaí-Açu e a sua penetração do rio Benedito. Isso aconteceu em 1880.
É mencionado que na data acima, passava a sua vida nestas paragens, um afro-descendente em plena juventude, que antes era um trabalhador braçal da escravidão, prestava uma grande quantidade de serviços, denominado Benedito. É por isso que se originou o nome do município de Benedito Novo.

### Formação administrativa
Benedito Novo se elevou à categoria de distrito em 1934, fazendo parte, então, de Timbó. Dois anos após, quando foi criado o município de Rodeio, começou a ser o distrito integrante daquele município. Foi emancipado politicamente por meio da Lei nº 805, de 20 de dezembro de 1961. O prefeito que venceu as primeiras eleições municipais foi o senhor Ervin Blaese.
Em 1988, uma parte da extensão territorial de Benedito Novo foi perdida quando foi criado o município de Doutor Pedrinho.

## Geografia
Está a 130 metros de altitude. Sua população estimada em 2020 foi de 11.775 habitantes. Está a cerca de 45 km de Blumenau.
Municípios limítrofes:
- Norte: Rio dos Cedros, Doutor Pedrinho.
- Sul: Ascurra, Ibirama, Rodeio.
- Leste: Rio dos Cedros, Rodeio, Timbó.
- Oeste: Doutor Pedrinho, José Boiteux.

### Rodovias
- BR-477

## Administração
Por conta do cancelamento das eleições de 2012, Osnir Floriani, na época presidente da Câmara de Vereadores, assumiu interinamente o cargo de prefeito do município em 1 de janeiro de 2013.
Em eleição suplementar ocorrida na data de 1 de junho de 2014, os candidatos foram Laurino Dalke, tendo como vice Harry Dallabrida, e Jean Michel Grundmann, tendo como vice Dário Tonolli.
Jean Michel Grundmann foi eleito com 3.747 (56,04%) votos contra 2939 (43,96%) votos de Laurino Dalke, houve 114 (1,64%) votos em branco e 133 (1,92%) votos nulos. Ao total 6933 eleitores votaram o que corresponde a 88,08% dos eleitores do município.
As eleições de 2016 foram vencidas pelo então prefeito Jean Michel Grundmann, sendo o mesmo reeleito para a gestão 2017-2020.
Nas eleições de 2020, concorreram ao cargo de prefeito, Marlei Beyer, tendo como vice Natalin Poltronieri, e Arrabel Antonieta Lenzi Murara (MDB), tendo como vice o ex-prefeito Laurino Dalke. Sendo a primeira eleição municipal para a chefia do executivo disputada somente por mulheres.
Arrabel Antonieta Lenzi Murara foi eleita com 3838 (57,98%) dos votos válidos, contra 2782 (42,02%) votos de Marlei Beyer. Houve 100 votos em branco, 165 de votos nulos e 1316 abstenções. Ao total, votaram 6620 eleitores.
- Prefeita: Arrabel Antonieta Lenzi Murara (MDB).
- Vice-prefeito: Laurino Dalke (MDB).